# Tsaranemura descarpentriesi
Tsaranemura descarpentriesi är en bäcksländeart som först beskrevs av Renaud Maurice Adrien Paulian 1959.  Tsaranemura descarpentriesi ingår i släktet Tsaranemura och familjen Notonemouridae. Inga underarter finns listade i Catalogue of Life.